# Teoretisk datavetenskap

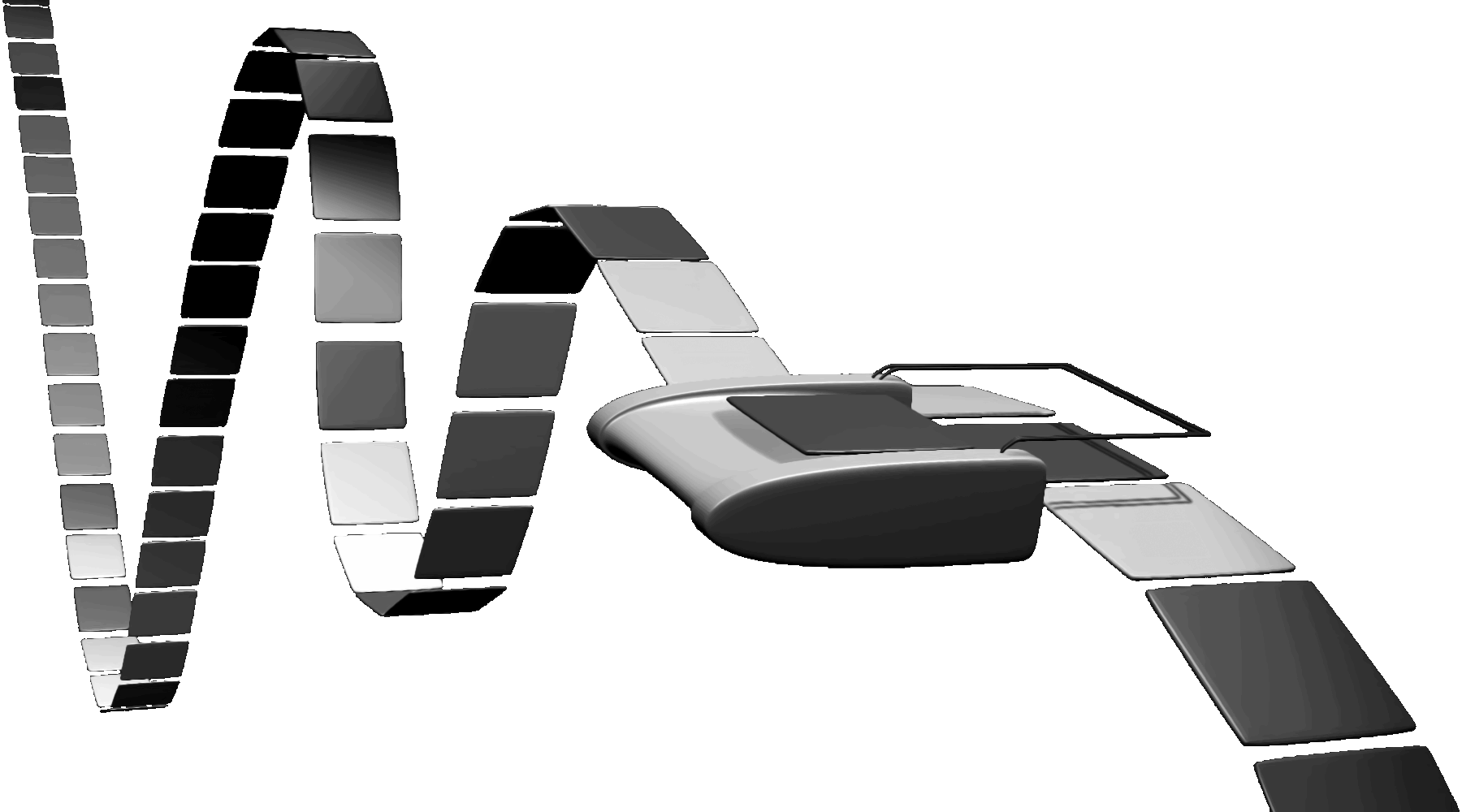
En konstnärlig avbildning av en Turing-maskin. Turingmaskiner används för att modellera generella beräkningsenheter.

Teoretisk datavetenskap eller teoretisk datalogi är en delmängd av allmän datavetenskap och matematik som fokuserar på mer matematiska ämnen för datoranvändning och inkluderar beräkningsteorin. 
Det är svårt att beskriva de teoretiska områdena exakt. ACM:s särskilda intressegrupp för algoritmer och beräkningsteori (SIGACT) ger följande beskrivning:
| ” | Teoretisk datavetenskap täcker en vidd av ämnen som innefattar: algoritmer, datastrukturer, beräkningskomplexitet, parallella och distribuerade beräkningar, kvantberäkningar, automatteori, informationsteori, kryptografi, programsemantik och verifiering, maskininlärning, beräkningsbiologi, beräkningsekonomi, beräkningsgeometri och beräkningstalteori och algebra. Professionen lägger stor vikt vid matematisk rigorositet. | „ |